# Babuna
Babuna (makedonska: Бабуна) är ett berg i Nordmakedonien. Det ligger i kommunen Veles, i den centrala delen av landet, 40 kilometer sydost om huvudstaden Skopje. Toppen på Babuna är 528 meter över havet.